# Vladimíra Točeková
Vladimíra Točeková (* 1984) ist eine slowakische Sommerbiathletin mit der Spezialisierung auf die Disziplin Crosslauf und Leichtathletin.
Vladimíra Točeková startet für den Klub AŠK UMB Banská Bystrica der Matej-Bel-Universität Banská Bystrica. Neben Biathlon bestreitet sie auch Langstreckenrennen. Beim Supermarathon Wien – Budapest 2009 belegte sie mit der Staffel der Universität den siebten Platz. Sie absolvierte den Halbmarathon in 1:37:35 Stunden. Auch 2007 und 2008 bestritt sie Halbmarathons im Rahmen des Open European Cup in Budapest, dabei lief sie 2008 mit 1:29:02 Stunden ihre beste Zeit.
Točeková erreichte beim IBU-Sommercup 2009 mehrfach gute Resultate. Im heimischen Predajná wurde sie im Sprint Zweite hinter Miroslava Špácová, im Massenstartrennen schob sich zwischen die Tschechin und die Slowakin noch die Ungarin Ildikó Papp. Auf der nächsten Station der Rennserie in Bansko wurde Točeková erneut Zweite im Sprint, nun hinter Nina Klenowska. Auch im Massenstart belegte sie erneut Rang zwei hinter Klenowska und Silwija Georgiewa. Höhepunkt der Saison wurden die Sommerbiathlon-Europameisterschaften 2009 von Nové Město na Moravě, bei denen die Slowakin 21. des Sprints, 17. der Verfolgung und mit Andrea Horčiková, Jozef Škoviera und Peter Ridzoň als Startläuferin der Mixed-Staffel Siebte wurde. In Cēsis erreichte Točeková auch beim IBU-Sommercup 2010 beim Verfolgungsrennen mit Rang zwei hinter Gerda Krūmiņa eine Podiumsplatzierung. Erneut wurden die Sommerbiathlon-Europameisterschaften 2010, ausgetragen im heimischen Osrblie, Höhepunkt der Saison. Točeková erreichte im Sprint mit fünf Schießfehlern den 14. Platz und wurde in der Verfolgung mit sechs Fehlern 13. Für die Staffel, die Bronze gewann, erhielt Natália Prekopová den Vorzug. 2011 wurde sie in Martell 16. des Sprints und Neunte des Verfolgungsrennens.